# Литературная премия Ранчаге
Литературная премия Ранчаге (индон. Hadiah Sastra Rancage, от Rancage — «творчество») — литературная премия, присуждаемая в Индонезии ежегодно с 1989 года за лучшее литературное произведение на сунданском языке. 
С 1994 года премия стала присуждаться также за лучшее произведение на яванском языке, а с 1998 года и за лучшее произведение на балийском языке. Решение о награждении принимает специальный Культурный фонд «Ранчаге» (Yayasan Kebudayaan Rancage) во главе с поэтом Аипом Росиди.